# Matthew Kochem
Matthew Kochem (ur. 24 czerwca 1989 r.) – amerykański wioślarz.

## Osiągnięcia
- Mistrzostwa Świata – Poznań 2009 – ósemka wagi lekkiej – 2. miejsce[1].